# Hugues Vassal
Pour les articles homonymes, voir Vassal.
Hugues Vassal, né le 17 juin 1933 à Boulogne-Billancourt et mort le 24 avril 2023 à Tours, est un photographe, journaliste, reporter-photographe et écrivain français.
Il est l'un des cofondateurs de l'agence Gamma et le photographe attitré d'Edith Piaf sur laquelle il a écrit six livres.

## Biographie
Hugues Vassal fait ses études à l’académie militaire de Sorèze dans le Tarn entre 1939 et 1945.
Hugues Vassal commence sa carrière photographique en 1953, comme « mannequin junior ». Cette brève expérience lui fait découvrir la photographie et lui donne envie de passer derrière l'objectif.
En 1951, il est l’assistant du photographe  de mode et de presse Philippe Constantin, grand reporter pour le journal Paris Presse, spécialisé de la « photo parlante ». Cette rencontre va influencer sa conception de la photographie où l’image se suffit à elle-même et est lisible par tous au-delà de la langue.
À partir de 1953, Hugues Vassal est jeune photographe stagiaire au sein de la rédaction de France Dimanche.

### Édith Piaf
En 1957, il se voit confier un reportage sur Édith Piaf. À la suite de cette rencontre, elle le désigne comme son photographe attitré pour ce journal. Il obtient l’exclusivité de la vie publique et privée de la chanteuse.
Après la disparition d’Édith Piaf, Hugues Vassal devient photographe des stars du show business des années 1960 pour France Dimanche. Il photographie Mireille Mathieu, Johnny Hallyday, Sylvie Vartan, Jacques Brel, Charles Aznavour, Maurice Chevalier, Françoise Hardy, Antoine, Georges Brassens, Claude François, Dalida, Sheila, Hugues Aufray, et aussi les fiançailles de Rainier III de Monaco, Jayne Mansfield, Gary Cooper, Frank Sinatra, Yul Brynner et Brigitte Bardot, etc.

### L'agence Gamma
En 1966, avec la complicité de Léonard de Rémy, Jean Lattès, Hubert Henrotte, Jean Monteux, il imagine une nouvelle agence pour les photographes, dirigé par les photographes. En 1967, il s’associe avec Hubert Henrotte, Gilles Caron et Raymond Depardon pour fonder l’agence Gamma sur cette idée. À cette époque l’agence Gamma est la première agence entièrement indépendante.
Au début les reportages d’Hugues Vassal sur le show-biz et de Léonard de Rémy, photographe de plateau de cinéma, permettent à l’agence Gamma d’assurer les premiers mois.
Sa participation à la création de l’agence Gamma permet à Hugues Vassal de parcourir le monde : l'Europe, l’Afrique, l'Amérique du Sud, l'Amérique du Nord, l'Extrême-Orient, le Moyen-Orient, etc.
En Afrique du Sud, il réalise une photo symbole sur l’Apartheid en 1969 qui fait le tour du monde : des hommes blancs et des hommes noirs, séparés par une corde blanche sur la tribune d’un stade à la mine d'or de Bloemfontein,.
Il devient photographe à la Cour Impériale d’Iran entre 1966 et 1976, témoin des cérémonies officielles : le couronnement en octobre 1967, la célébration des 2 500 ans de la monarchie iranienne (Fêtes de Persépolis) en 1971, les visites des personnalités politiques comme le président des États-Unis Richard Nixon, le président égyptien Anouar el-Sadate, le président français Georges Pompidou, le président français Valéry Giscard d’Estaing. Hugues Vassal est aussi le photographe privilégié de la vie privée de la famille impériale : la naissance des enfants, les vacances sur les bords de la mer Caspienne, les anniversaires, etc.
En 1971, il est le premier photographe à obtenir un visa pour la république populaire de Chine où il réalise plusieurs reportages uniques. Il rapporte des images rares de la paysannerie chinoise, du monde ouvrier, de l’éducation, la vie quotidienne, la médecine, la lecture quotidienne du petit livre rouge... Il effectue plusieurs voyages entre 1971 et 1976, au cours desquels il constate l'évolution du mode de vie des Chinois, l'arrivée des premiers engins agricoles, les premiers transistors dans les campagnes. Il photographie Zhou Enlai, homme politique chinois, Jiang Qing, femme politique chinoise, dernière épouse de Mao Zedong. Il accompagne plusieurs personnalités politiques françaises comme Georges Pompidou en 1973, Maurice Schumann.
Au Moyen-Orient, il réalise plusieurs reportages, notamment sur David Ben Gourion, fondateur de l'État d'Israël, Golda Meir, lors de la guerre du Kippour en octobre 1973, Willy Brandt, Chancelier allemand lors de sa visite en Israël en juin 1973.
De 1974 à 1975, il est directeur de l'agence Gamma.
Les photos de Hugues Vassal sont distribuées par l'agence AKG Images.

### Mort
Hugues Vassal meurt à Tours le 24 avril 2023, à l'âge de 89 ans.

## Publications
- Piaf, mon amour, aux éditions Carrière Michel Lafon
- Édith et Thérèse la sainte et la pécheresse, avec Jacqueline Cartier, Éditions Anne Carrière
- Piaf L'inoubliable, avec Marcelle Routier, éditions Renaudot et Cie
- Jean-Paul Il : L'empreinte, avec Olivier Philippe - Jean Poggi, De Vecchi éditeur
- Dans les pas d’Édith Piaf, éditions les 3 Orangers
- Édith Piaf une vie en noir et blanc, éditions du Signe
- Édith et Thérèse la sainte et la pécheresse, avec Jacqueline Cartier, éditions du Signe
- Dans l'intimité des stars de la chanson, Éditions de l'Archipel, 2019

## Expositions
- Novembre 1986, à la Galerie Olympus au Forum des Halles à Paris 4e « Édith Piaf ». Dans le cadre du mois de la Photographie.
- Octobre 1987, à Nice à l’Espace Agora "Piaf, mon Amour"
- Juillet-Août 2002, à Lisieux, "Piaf, mon Amour"
- Mars 2004, à l'Hôtel de Ville de Paris 4e: "Piaf, la Môme de Paris"
- Du 1er avril au 13 mai 2011, à La Maison Française de New York University « Edith Piaf by Hugues Vassal »
- Novembre 2011 à Seyhoun Gallery à Melrose Avenue à Hollywood « Shah and Royal Family »
- Du 17 janvier au 10 février 2012, à l'institut français de Beyrouth au Liban, « Mes années sixties »[14]
- octobre 2012 lors des Rendez-vous de l'histoire : « Les paysans lors de la révolution culturelle en Chine »[15].
- mai 2016 lors du festival de Cannes « Édith Piaf »